# 賈維鑰
贾维钥（1562年—1630年），字智伯，號知日，直隶遵化县人。晚明政治人物。

## 生平
万历十年（1582年）壬午科順天鄉試举人，万历十七年（1589年）己丑科进士。兵部觀政，十八年十二月授兵部主事，二十二年河南主考，本年升职方司员外郎，升武库司郎中，二十三年調职方司，二十四年革职为民。天啓二年起復兵部职方司郎中，本年致仕。崇祯二年（1629年）十一月，皇太极率後金兵入关袭扰，围攻遵化，巡撫王元雅自縊，贾维钥与在籍佥事马思恭率父老投降。贾维钥面見皇太極，得授遵化巡抚。不久，清兵撤退，明军克復遵化，贾维钥全家83口被杀，仅幼子贾光前逃往河南。

## 身后
清朝入主中原后，寻访维钥后嗣，由巡抚宋权找到光前。顺治帝赐四品服俸，编入镶红旗汉军，世袭佐领职。

## 家族
曾祖賈榮；祖父賈相；父贾应元为兵部侍郎。